# Popity
Popity (niem. Popitten) – mała osada w Polsce położona w województwie pomorskim, w powiecie sztumskim, w gminie Stary Dzierzgoń. Wieś wchodzi w skład sołectwa Skolwity.
W latach 1975–1998 miejscowość administracyjnie należała do województwa elbląskiego.
Wieś wzmiankowana w dokumentach z roku 1331, jako wieś pruska na 13 włókach. Pierwotna nazwa Poypiten wywodzi się z języka pruskiego, gdzie puope oznacza "górka na mokradle". W roku 1782 we wsi odnotowano 10 domów (dymów), natomiast w 1858 w 8 gospodarstwach domowych było 77 mieszkańców. W latach 1937–39 było 78 mieszkańców. W roku 1973 jako osada Popity należały do powiatu morąskiego, gmina Stary Dzierzgoń, poczta Myślice.